# Jerry Greenspan
Gerald "Jerry" Greenspan (nacido el 22 de noviembre de 1941 en Newark, Nueva Jersey) es un exjugador de baloncesto estadounidense que disputó dos temporadas en la NBA. Con 1,98 metros de estatura, jugaba en la posición de alero.

## Trayectoria deportiva

### Universidad
Jugó durante tres temporadas con los Terrapins de la Universidad de Maryland, en las que promedió 14,3 puntos y 8,2 rebotes por partido. Lideró a su equipo en anotación y en rebotes en sus dos últimas temporadas, siendo incluido en el segundo mejor quinteto de la Atlantic Coast Conference en 1963.

### Profesional
Fue elegido en la vigésimo quinta posición del Draft de la NBA de 1963 por Philadelphia 76ers, donde jugó 25 partidos repartidos en dos temporadas, promediando en total 4,9 puntos y 3,3 rebotes por partido.

## Estadísticas de su carrera en la NBA

### Temporada regular
| Temporada | Edad | Equipo             | Liga | P  | TIT | MIN  | TC  | TCA | %TC  | 3P | 3PA | %3P | TL  | TLA | %TL   | R.OF. | R.DEF. | REB | ASIS | ROB | TAP | PER | FP  | PTS |
| 1963-64   | 22   | Philadelphia 76ers | NBA  | 20 |     | 14.0 | 1.6 | 4.5 | .356 |    |     |     | 1.7 | 2.5 | .680  |       |        | 3.6 | 0.6  |     |     |     | 2.7 | 4.9 |
| 1964-65   | 23   | Philadelphia 76ers | NBA  | 5  |     | 9.8  | 1.6 | 2.6 | .615 |    |     |     | 1.6 | 1.6 | 1.000 |       |        | 2.2 | 0.0  |     |     |     | 2.4 | 4.8 |
| Total     |      |                    | NBA  | 25 |     | 13.2 | 1.6 | 4.1 | .388 |    |     |     | 1.7 | 2.3 | .724  |       |        | 3.3 | 0.4  |     |     |     | 2.6 | 4.9 |